# Fatah
Fatah er en palæstinensisk socialistisk organisation, og den vigtigste deltager i PLO. Organisationen er grundlagt, og i mange år ledet af Yasser Arafat. Efter Arafats død 11. november 2004 ledes den af Mahmoud Abbas.
Navnet "Fatah" er et akronym for Harakat al-Tahrir al-Watani al-Filastini (arabisk, bevægelsen for befrielse af det palæstinensiske hjemland).

## Historie
Fatah blev oprettet i 1959 med det formål at befri Palæstina og udslette Israel, som led i en verdensomspændende bevægelse startet i Egypten. I 1967-1968 sluttede Fatah sig til PLO og var allerede i 1969 den ledende kraft. Fatahs ledere blev udvist til Libanon fra Jordan efter voldelige sammenstød med jordanske styrker i perioden 1970-1971, som begyndte med Sorte September i 1970.
I 1960- og 1970'erne trænede Fatah et stort antal militante og oprørske grupper fra Europa, Mellemøsten, Asien og Afrika, og udførte en række terroraktioner, som kapring af civile fly og politiske likvidationer i Vest-Europa og Mellemøsten. Fatah tog også guerillametoder mod israelske sikkerhedsstyrker og udførte terrorangreb mod israelske civilister. Da Israel invaderede Libanon i 1982 blev organisationen spredt til flere lande i Mellemøsten. 
Arafat undertegnede i 1993 en principerklæring med Israel, hvor han gav afkald på terrorisme og vold. Han fik derefter lov til at vende tilbage til de palæstinensiske områder, fra sit eksil i Tunis. Fatah fortsatte imidlertid med angreb på civile i Israel og de okkuperede områder, og med at føre guerillakrig mod israelske okkupationsstyrker på Vestbredden og Gaza-striben og mod israelske sikkerhedsstyrker i Israel. Fatah opretholder fortsat diverse væbnede grupper f.eks. Force 17, Hawari Special Operations Group, Tanzim og Al-Aqsa Martyrernes Brigade.
Fatah modtog våben, eksplosiver og træning fra det tidligere Sovjetunionen og tidligere kommunistregimer i Øst-Europa. Folkerepublikken Kina og Nordkorea har angivelig også skaffet dem våben.[kilde mangler]
Fatah som organisation anerkender ikke staten Israel i sin nuværende form, men har i 2011 indgået en forsoningsaftale med rivalen Hamas.